# Ctenus albofasciatus
Ctenus albofasciatus är en spindelart som beskrevs av F. O. Pickard-Cambridge 1897. Ctenus albofasciatus ingår i släktet Ctenus och familjen Ctenidae. Inga underarter finns listade i Catalogue of Life.